# Sacri Monti
Sacri Monti (italsky „Posvátné hory“ nebo Svaté hory) je komplex devíti skupin poutních římskokatolických kaplí a dalších architektonických staveb v severní Itálii, postavených od počátku 16. století do počátku 18. století.

## Charakteristika
Jsou to křesťanské stavby římskokatolické církve náboženského charakteru. V jejich zasvěcení převažují Kristovy pašije (Kalvárie) a Panna Marie. Patří k významným památkám historické architektury, malířství a sochařství a k významným poutním cílům. Jsou umístěny na vrcholcích kopců, hor, v lesích nebo u jezer a na jejich přístupových cestách. Cesty a takzvaná zastavení jsou upraveny vysázenými stromořadími, lavičkami, můstky a studánkami, a tak často tvoří nejen integrální součást krajiny, ale specifickou barokní krajinu.
Od roku 2003 je soubor těchto staveb součástí světového dědictví UNESCO.

## Seznam
- Varallo, Nový Jeruzalém (1491)
- Serralunga di Crea (Provincie Alessandria), Nanebevzetí Panny Marie (1589)
- Orta San Giulio (Provincie Novara), Svatý František (1590)
- Varese (Provincie Varese), Růžencové mystérium (1604)
- Oropa (Provincie Biella), Panna Maria (1617)
- Ossuccio (Provincie Como), Panna Maria Pomocná (1635)
- Ghiffa (Provincie Verbano-Cusio-Ossola), Svatá Trojice (1646)
- Domodossola (Provincie Verbano-Cusio-Ossola), Kalvárie (1657)
- Valperga (Provincie Torino), Belmonte (1712)

## Jiné
Kromě této vyhlášené devítky existuje v Itálii a v dalších křesťanských zemích mnoho dalších Svatých hor, které na Seznamu UNESCO nejsou. Například
- Arona (Piemont) - Sacro Monte se sochou, kostelem sv. Karla Boromejského a třemi poutními kaplemi
- Monte Sant'Angelo (Apulie)